# 厦村

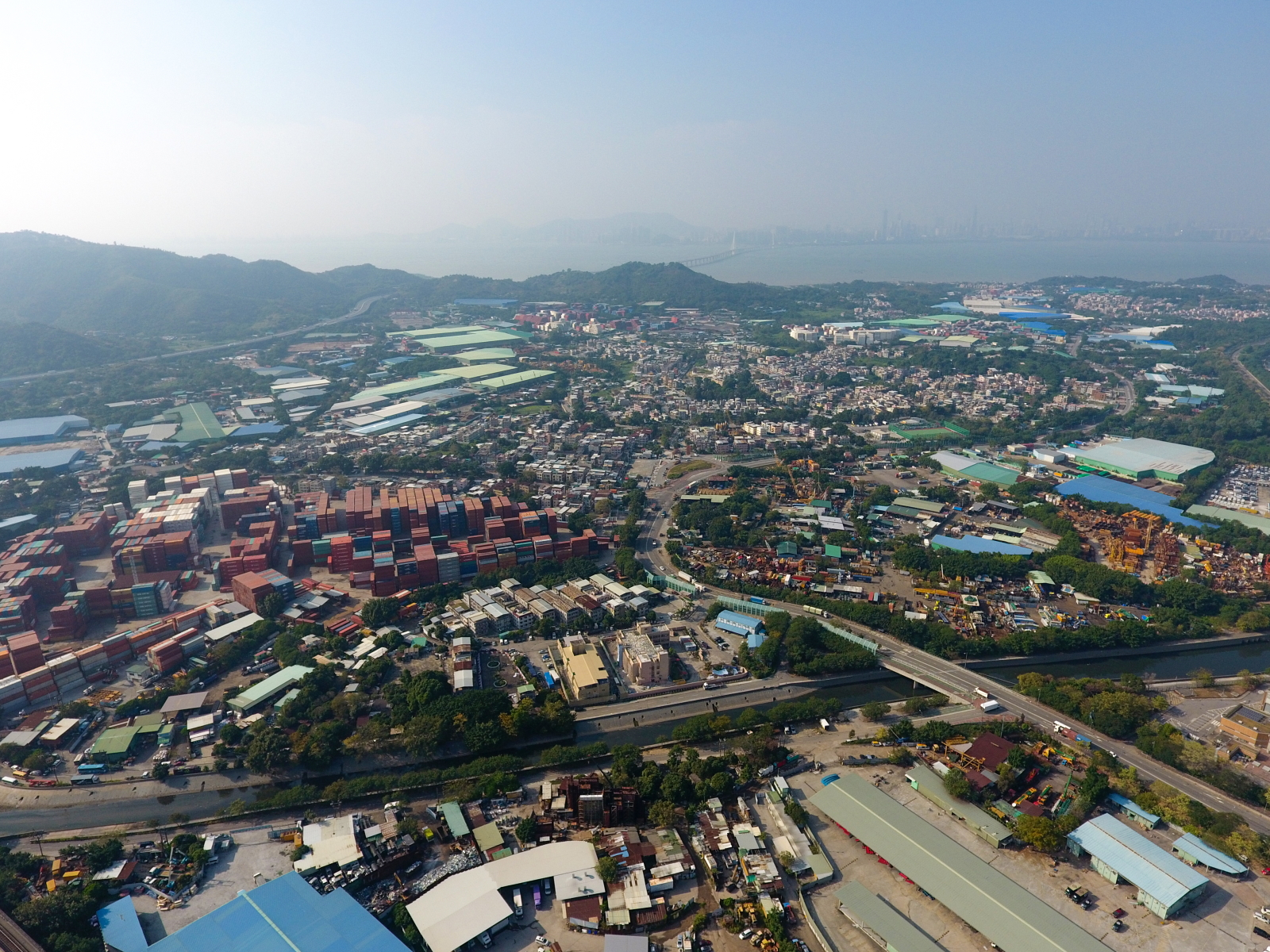
從高處看厦村，附近有不少貨櫃場（2016年）

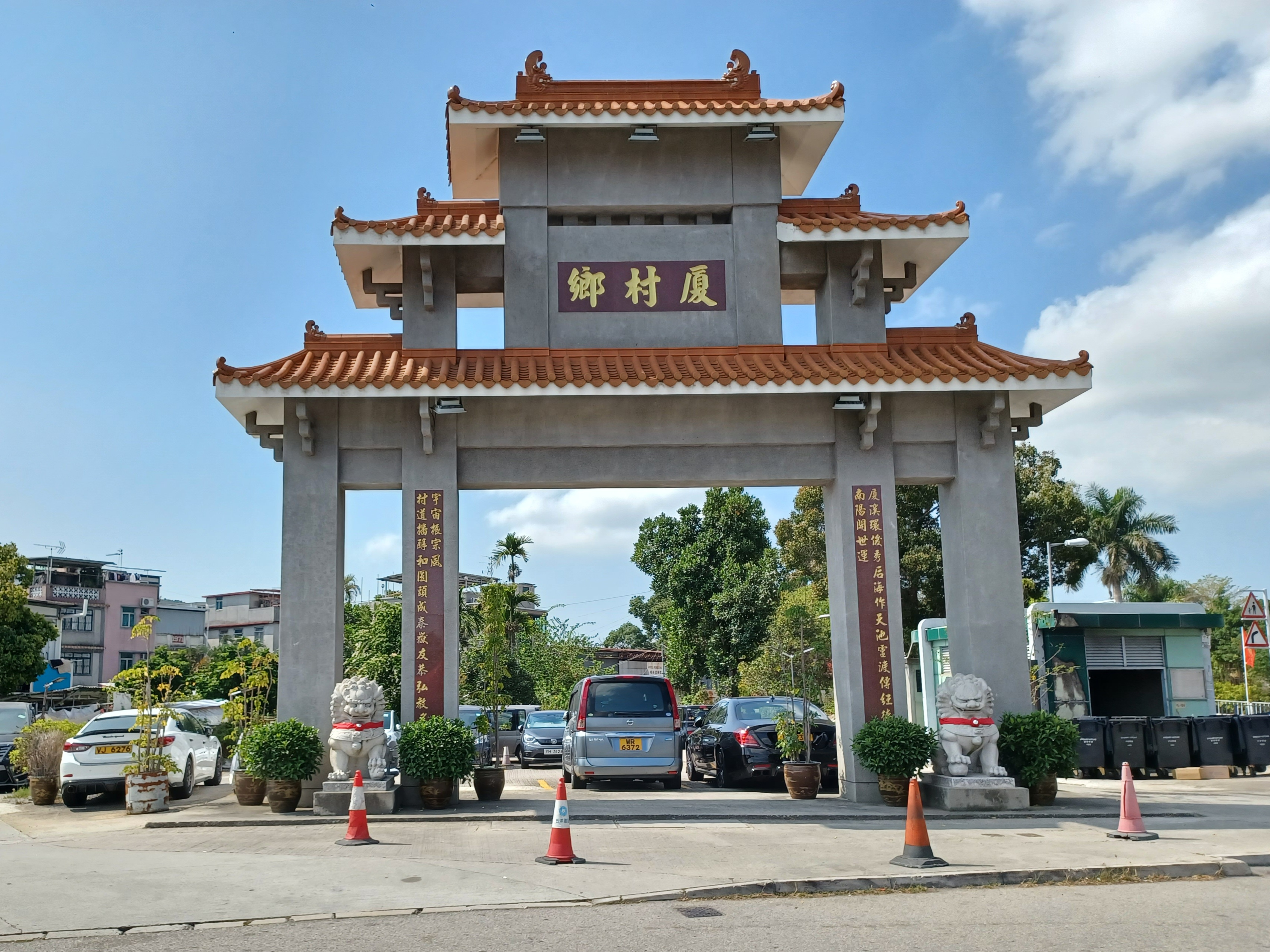
厦村鄉牌樓

厦村（英語：Ha Tsuen），或稱厦村鄉（英語：Ha Tsuen Heung），坊間寫成「廈村」，是位於香港元朗區西部的村，東面是天水圍新市鎮、南面是洪水橋、北面是流浮山。厦村與屏山、十八鄉、八鄉、錦田和新田合稱「元朗六鄉」。

## 名稱
「厦」與「廈」（即頂部有沒有一點之分）爲相通異體字，厦村村民傳統使用沒有一點的「厦」字，不過由於在繁體中文中，有一點的「廈」爲正字，故此香港政府和村外人多使用「廈」字進行表述，在政府地圖以至是道路命名等都寫作「廈村」而非「厦村」，但如果要尊重鄉村傳統，應當寫作「厦村」。

## 歷史

### 厦村鄧族
鄧漢黻的四世孫鄧符協在崇寧三年（1103年）遷居於岑田（今錦田），並於圭角山下創辦力瀛書院，讀書講學。其後人各自繁衍，並散居東莞各地（宋、元時今香港地區屬東莞），合稱「五大房」，當中鄧元亮一房後人續居岑田。
錦田鄧氏九世祖鄧洪惠與鄧洪贄兄弟見厦村地方廣闊又近海，有漁鹽之利，於明朝中葉遷居厦村西頭里（即現今之祥降圍）及東頭里（即現今之東頭村），成為鄧氏厦村兩房的始祖。其後子孫繁衍，因而分立羅屋村、巷尾村、新圍、錫降圍、錫降村及新屋村。

### 厦村市
厦村市是厦村鄧族於清初開設的墟市，逢一、四、七是墟期，元朗附近以至屯門的鄉村村民均到這裡趁墟，成為商品的集散地，是新界西部的貿易中心。厦村原為濱海之地，河道直通海岸，近往九龍、香港，遠航南頭、廣州、佛山等地。至清朝光緒末年，天水圍一帶興築堤岸造田，導致大量砂土堆積和河床淤塞，因而水上交通受阻，船隻不能進入，令墟市的業務大受影響，加上元朗墟興起，逐漸取代厦村市的地位。

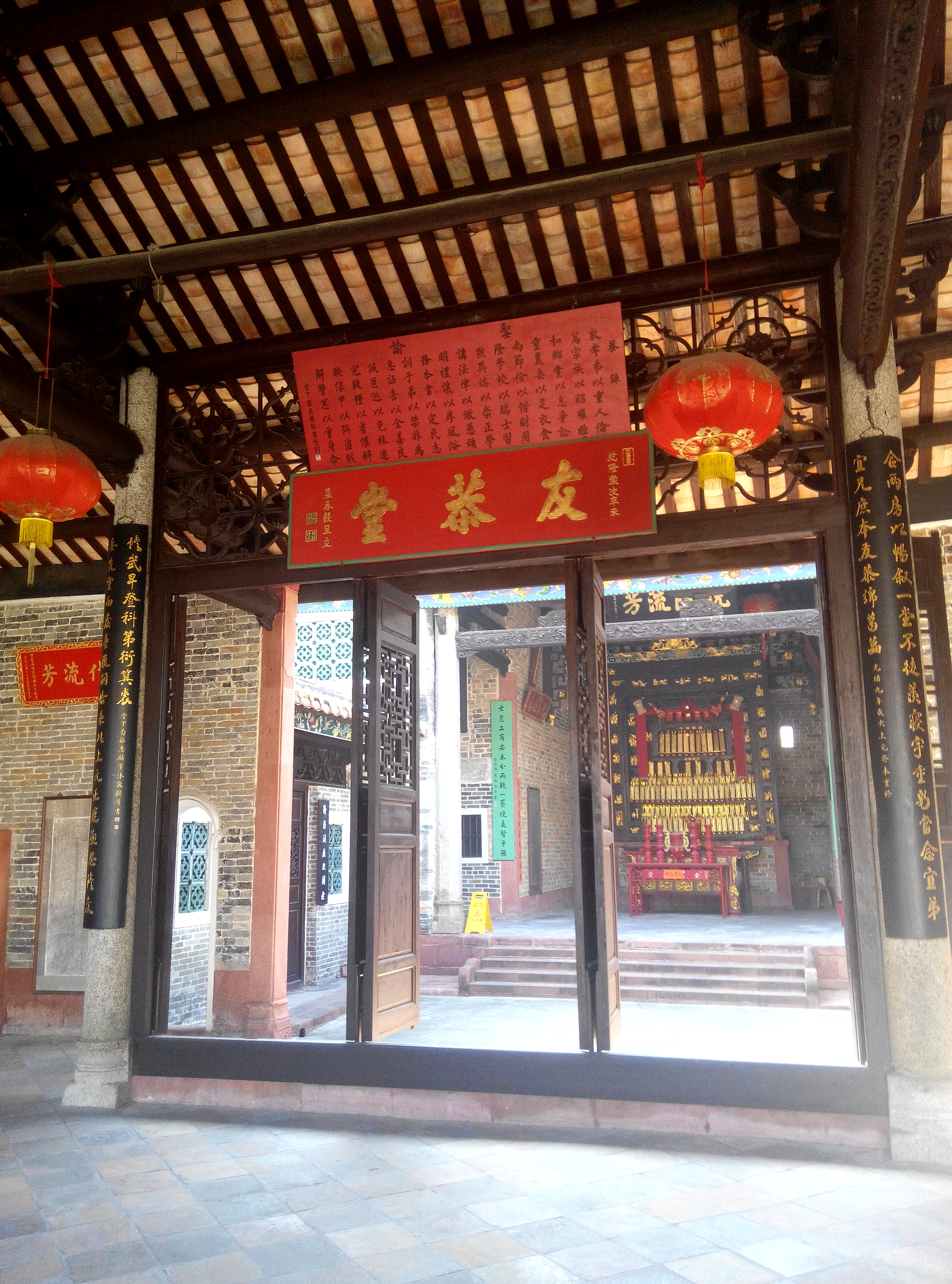
友恭堂是厦村鄧族紀念鄧洪贄和鄧洪惠兩位開基祖
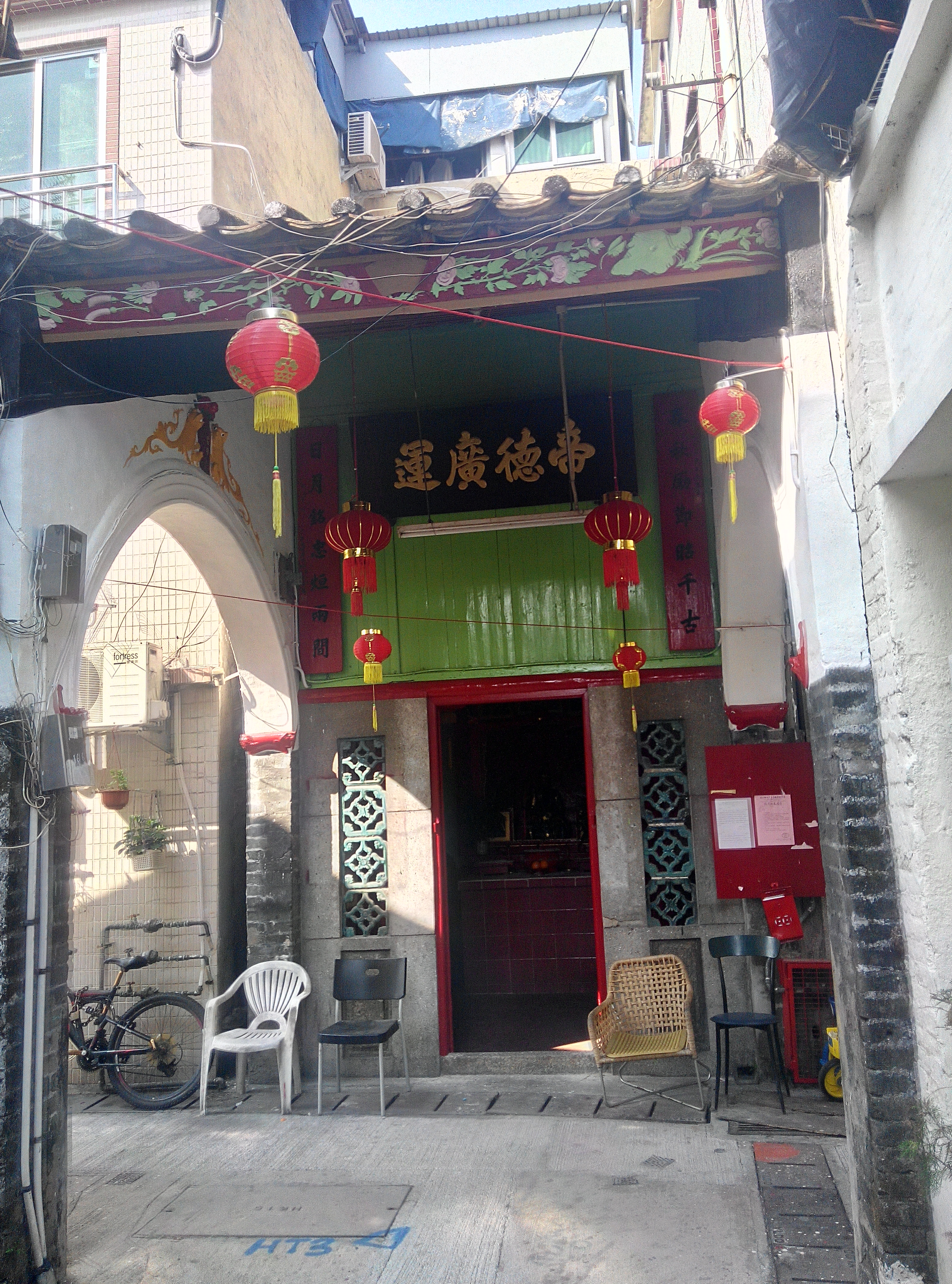
關帝廟是厦村市商販的仲裁中心
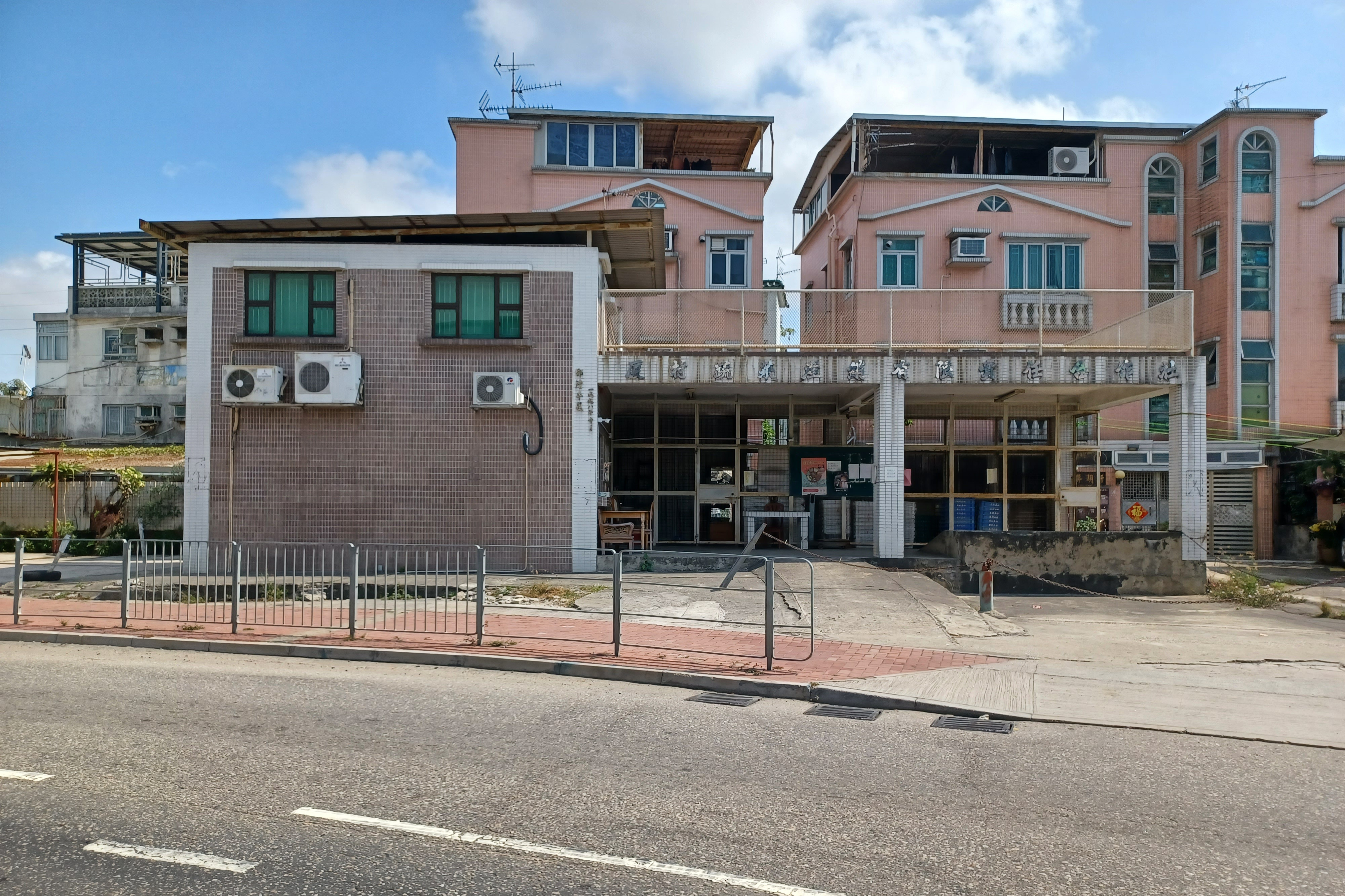
厦村市的厦村蔬菜產銷有限責任合作社

## 發展

### 深港西部通道
2000年代香港政府開築深港西部通道及后海灣幹線，以深圳蛇口為起點，接入香港境內的白坭及鰲磡，再連接后海灣幹線，成為香港與內地一條重要的通道，計劃必須於2005年竣工啟用。
由於工程涉及厦村鄉10多條鄉村的風水「龍脈」，有關部門與鄉事委員會一直就躉符費用問題進行商討，最初表示願意撥出70萬元，但這次因為涉及多條鄉村，需要分別進行兩場大型法會，費用數以百萬元計，最終厦村鄉鄉事委員會召開村代表大會，接受政府撥出的108萬元的「躉符費」。

### 洪水橋新發展區
按照香港政府的《洪水橋新發展區規劃》藍圖，發展區範圍包括厦村、屏山和洪水橋一帶，當中新發展區有近八成政府收回的私人土地來自厦村，幾乎所有原居民的「祖堂地」將被收回，重新發展成為房屋、工業區、市鎮公園等用地，令村民擔心即將「滅村」，而厦村原居民對新發展倍感憂心，更質疑是「被規劃」，控訴發展概念存在三大問題，包括在現規劃下，公共房屋及私人住宅太接近圍村，或會造成「城鄉衝突」；政府要收原居民的土地發展新社區的同時，卻没有顧及圍村內的情況，忽視圍村內的基本設施；部分租住公屋、居屋及私人住宅發展區，將以半包圍的形式，沿着厦村外圍興建，圍村真正被包圍，嚴重破壞圍村的風水。

## 鄉事委員會

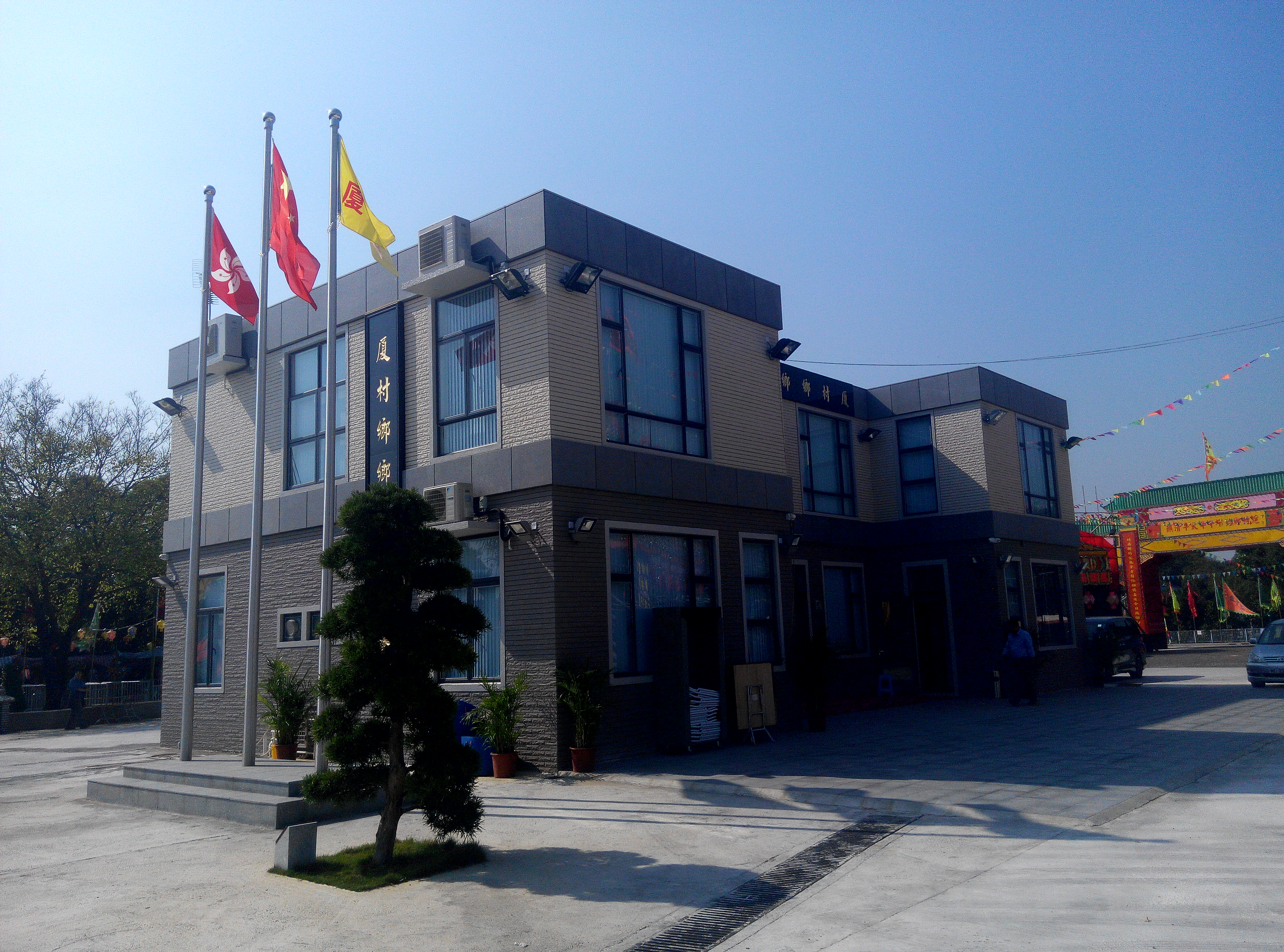
厦村鄉鄉事委員會

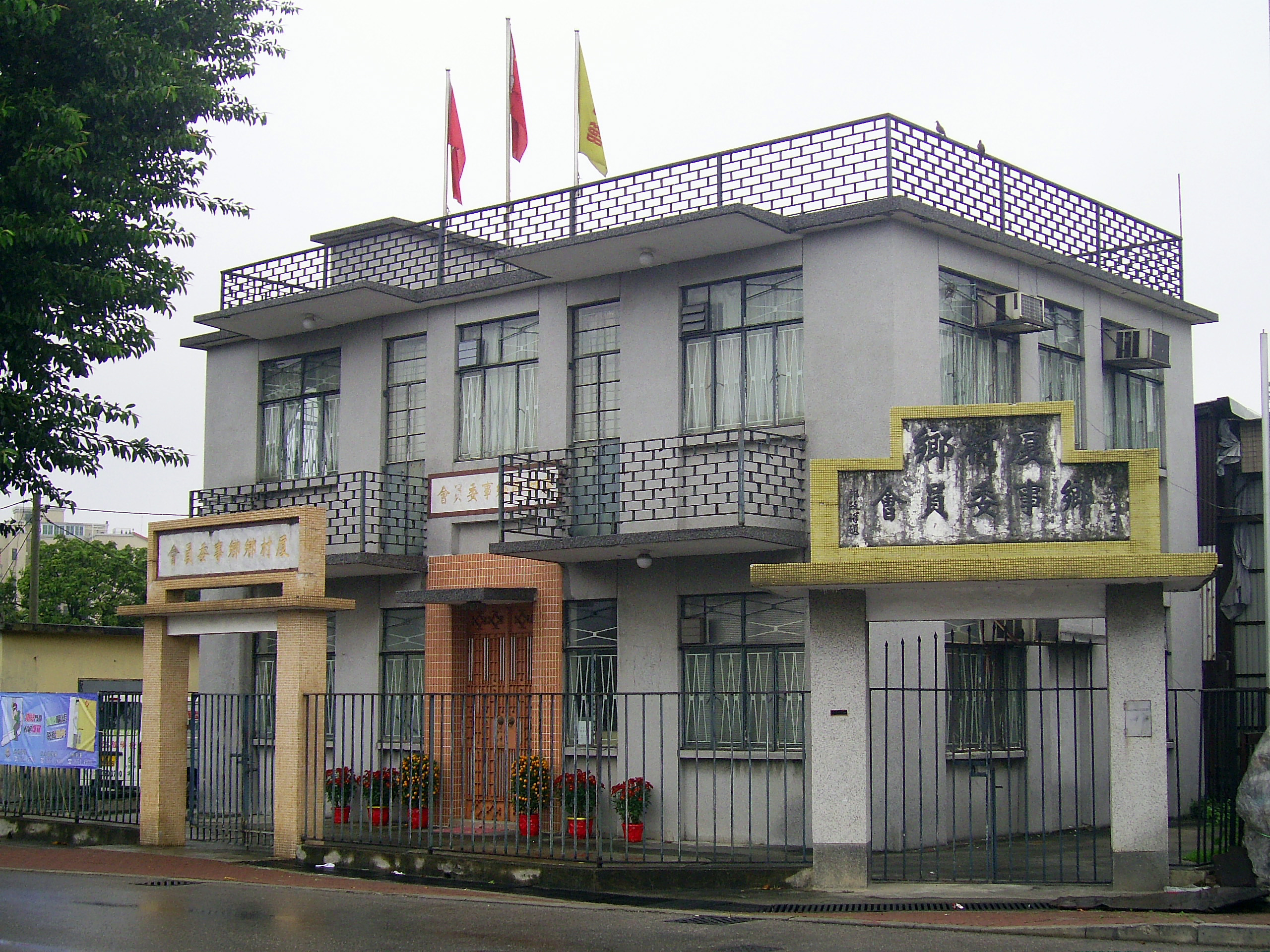
田厦路的舊厦村鄉鄉事委員會會址（2010年2月）

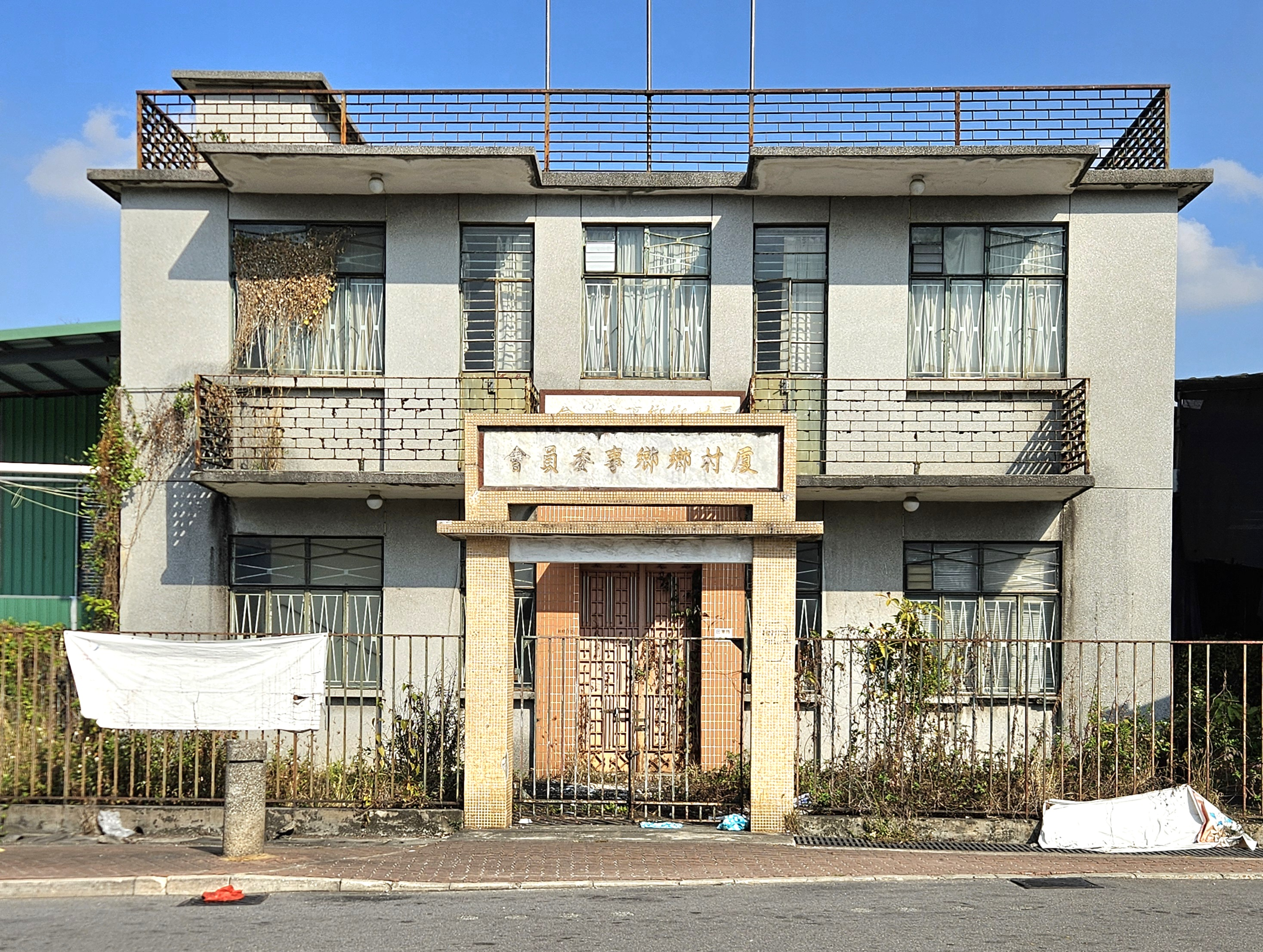
田厦路的舊厦村鄉鄉事委員會會址（2025年2月）

厦村鄉鄉事委員會成立於五十年代，是半官方的民間組織，在實施區議會地方政制以前，鄉務均由理民府負責統籌，然後由地方鄉事委員會協助執行和推行的工作，肩負與政府官員聯絡的任務，鄉事委員會的成員多由德高望重而又熱心地區工作的地方人士擔任，而由會員間互選主席，以領導鄉民發展鄉事。
鑑於位於田厦路的會址已老舊兼缺乏康樂設施，拓展會務不敷應用，獲政府撥地興建新會廈，新址位於厦尾路60號，毗連錫降村，於2014年7月25日舉行新廈入伙典禮。

### 歷屆主席及副主席名單
| 屆數       | 任期        | 主席   | 首副主席 | 副主席 |
| ---------- | ----------- | ------ | -------- | ------ |
| 第一屆     | 1953-1956年 | 鄧堂鏡 | 鄧達五   | 不適用 |
| 第二屆     | 1956-1959年 | 鄧堂鏡 | 鄧達五   | 鄧佩   |
| 第三屆     | 1959-1963年 | 鄧堂鏡 | 鄧鎮南   | 鄧鶴齡 |
| 第四屆     | 1963-1966年 | 鄧堂鏡 | 鄧鎮南   | 鄧紀彰 |
| 第五屆     | 1966-1969年 | 鄧堂鏡 | 鄧紀彰   | 鄧合穩 |
| 第六屆     | 1969-1972年 | 鄧齊安 | 李水清   | 鄧換庭 |
| 第七屆     | 1972-1975年 | 鄧齊安 | 鄧換庭   | 鄧鎮南 |
| 第八屆     | 1975-1978年 | 鄧合穩 | 鄧堂鏡   | 鄧有德 |
| 第九屆     | 1978-1981年 | 鄧合穩 | 鄧堂鏡   | 鄧禮南 |
| 第十屆     | 1981-1984年 | 鄧致祥 | 鄧天恩   | 鄧位南 |
| 第十一屆   | 1984-1988年 | 鄧致祥 | 鄧天恩   | 鄧植良 |
| 第十二屆   | 1988-1991年 | 鄧致祥 | 鄧天恩   | 鄧禮南 |
| 第十三屆   | 1991-1995年 | 鄧禮南 | 鄧植良   | 鄧天恩 |
| 第十四屆   | 1995-1999年 | 鄧植良 | 鄧天恩   | 鄧廉光 |
| 第十五屆   | 1999-2003年 | 鄧致祥 | 鄧坤盛   | 鄧植傑 |
| 第十六屆   | 2003-2007年 | 鄧致祥 | 陳植良   | 鄧植傑 |
| 第十七屆   | 2007-2011年 | 鄧致祥 | 陳植良   | 鄧裕安 |
| 第十八屆   | 2011-2015年 | 鄧勵東 | 陳植良   | 鄧廉光 |
| 第十九屆   | 2015-2019年 | 鄧勵東 | 陳植良   | 鄧廉光 |
| 第二十屆   | 2019-2023年 | 鄧勵東 | 陳植良   | 鄧廉光 |
| 第二十一屆 | 2023-2027年 | 鄧善恒 | 鄧焯倫   | 鄧永傑 |

## 村落

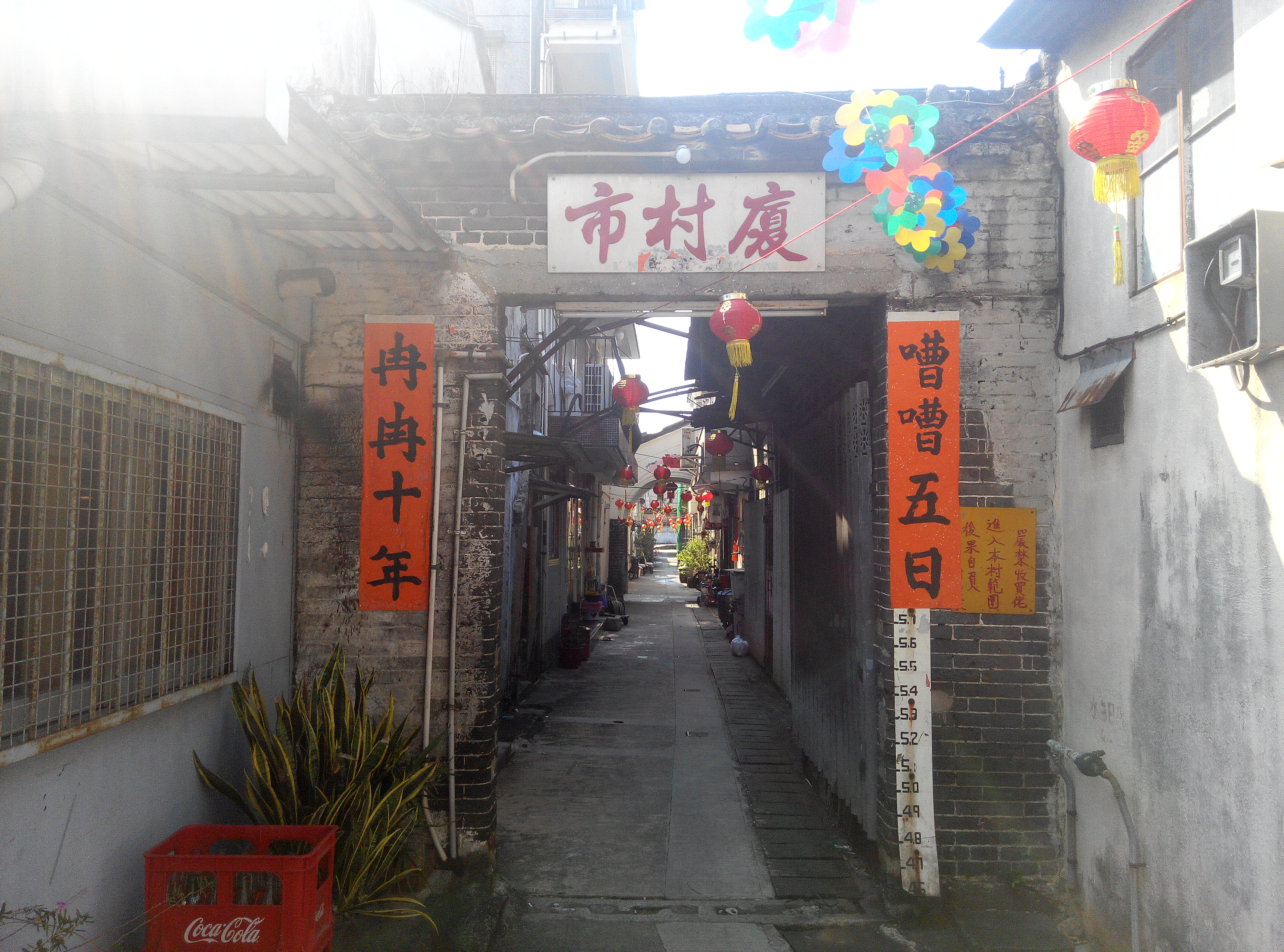
厦村市，「嘈嘈五日，苒苒十年」是慶祝甲午太平清醮的醮聯

厦村鄉曾被稱為「一市四圍十三村」的大鄉，現時屬下鄉村包括：

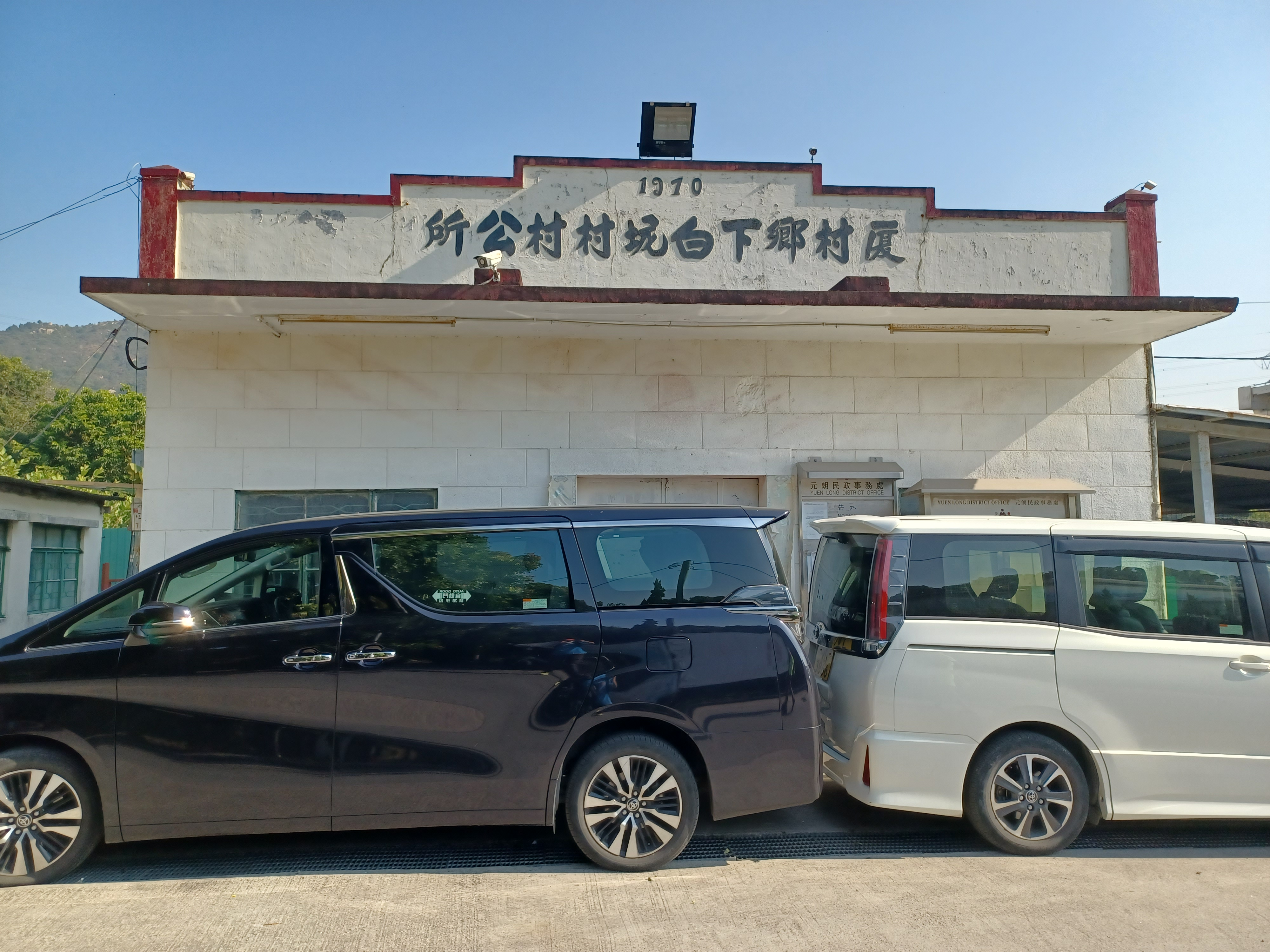
下白坭村
- 田心村
- 白坭村
- 李屋村
- 沙洲里（白沙仔）
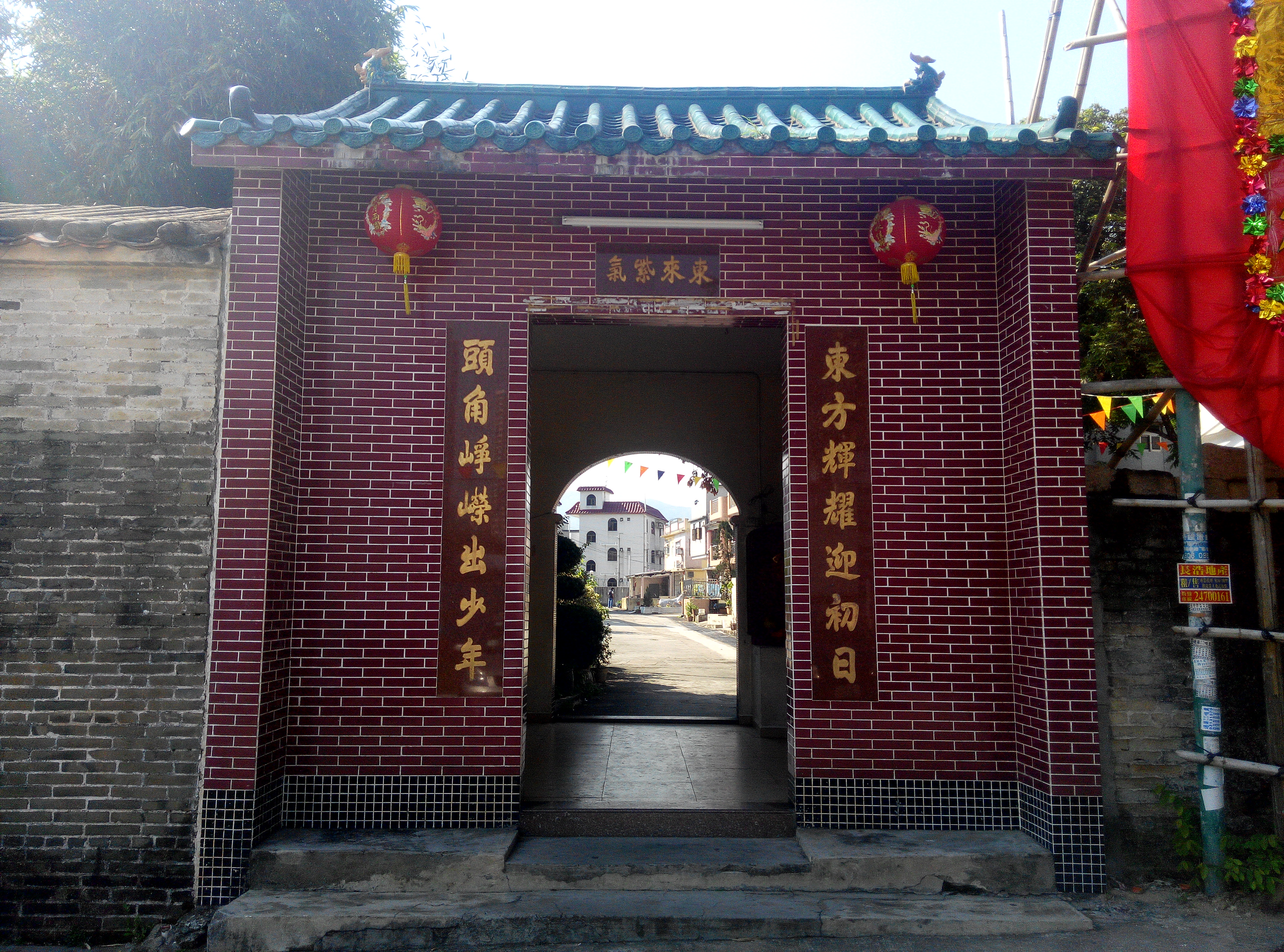
東頭村（東頭三村）
- 巷尾村（東頭三村）
- 祥降圍
- 厦村市
- 新生村（西山村）
- 新屋村
- 新圍（新慶圍）
- 鳳降村
- 錫降村
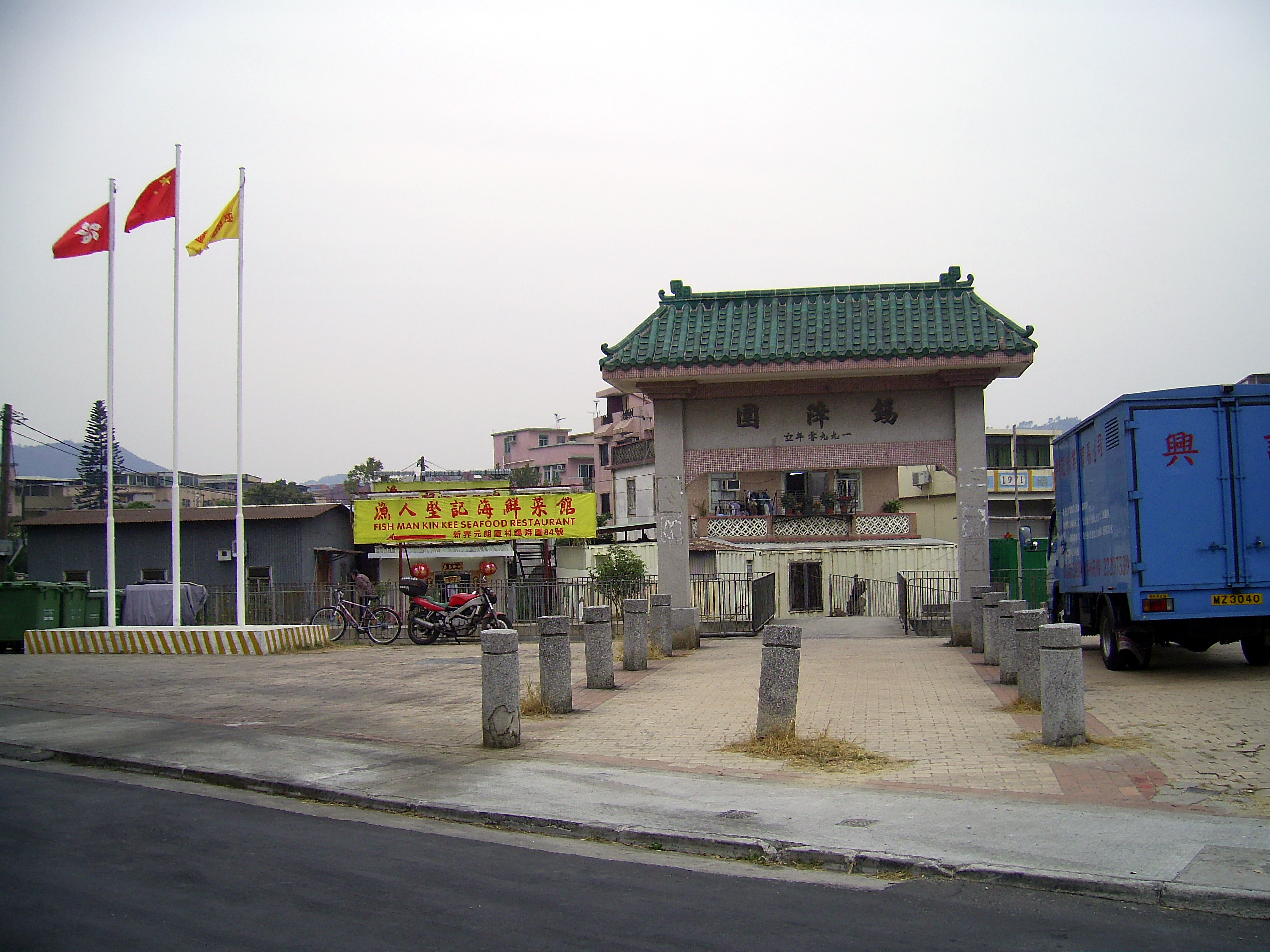
錫降圍
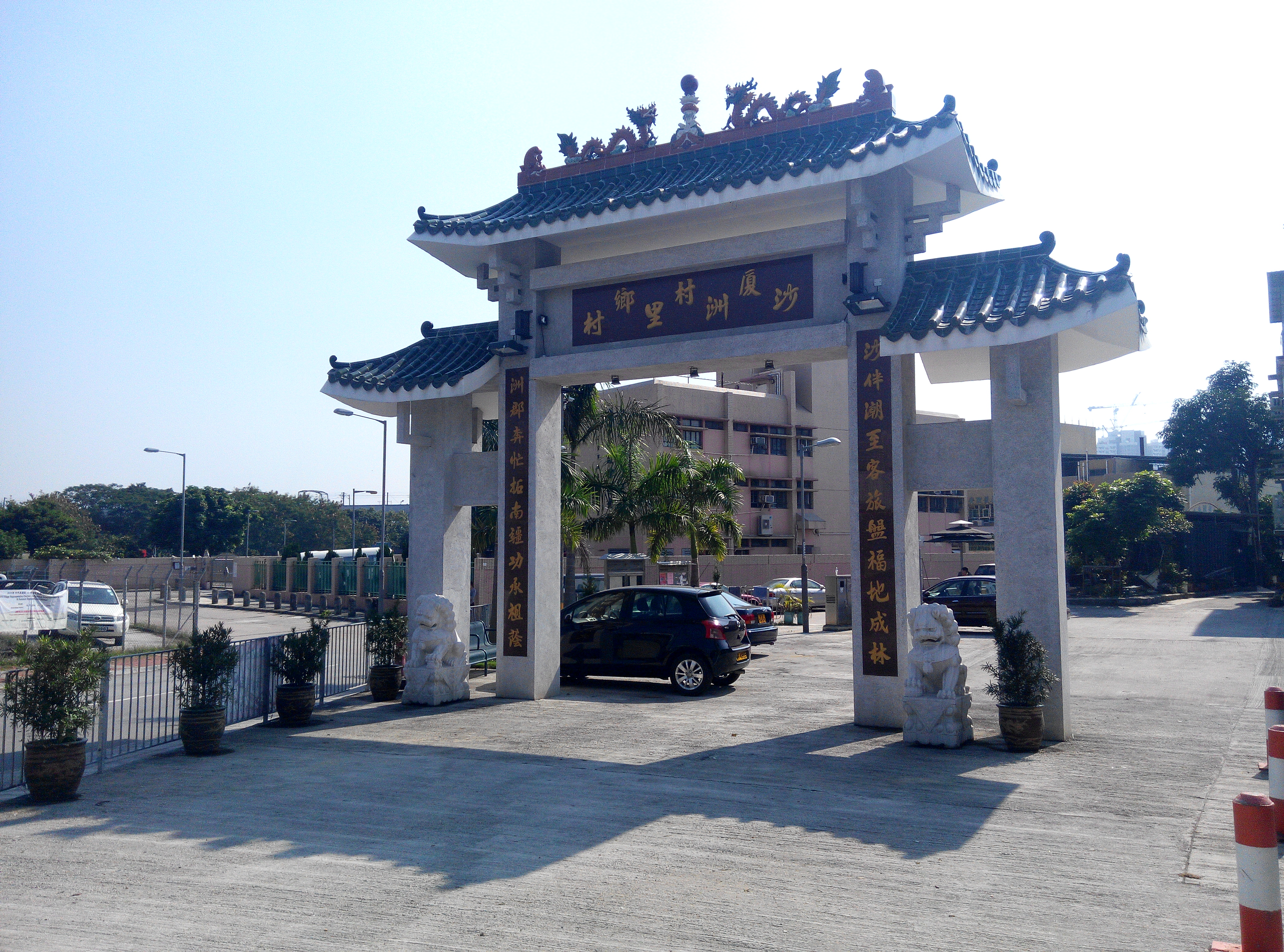
羅屋村（東頭三村）

- 厦村鄉下白坭村村公所
- 東頭村門樓
- 錫降圍牌坊
- 沙洲里村牌坊

## 風俗

### 太平清醮

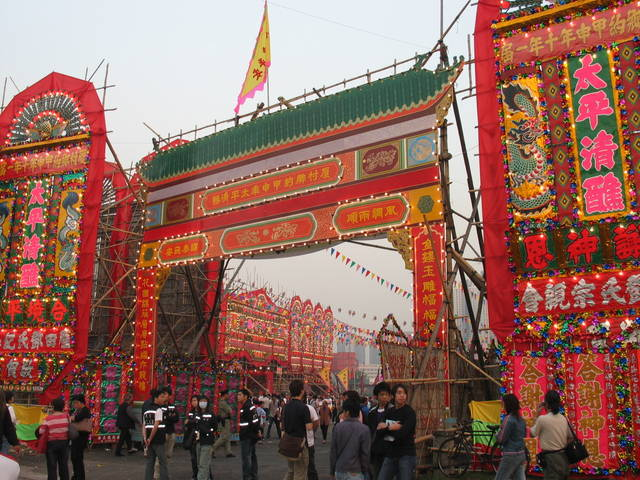
厦村鄉約甲申太平清醮（2004年）

厦村鄉仍保留太平清醮的習俗，每十年舉行一次，對上一次是在2024年11月11日至11月17日舉行。
厦村鄉醮據說有200多年歷史，每逢十天干中是「甲」的年份是為醮期，每屆為期5日6夜（即11晝連宵），期間有行鄉三日的傳統，鄉民和龍獅隊在緣首和道士帶領下，步行拜訪參與打醮和鄰近的友好鄉村。每逢醮年的大年初二，所有厦村鄉的各姓男丁均齊集沙江村天后古廟，輪流「打緣首」，｢緣首｣是村民在醮會中的代表，負責向上天祈福，厦村醮會設有10名「緣首」，第一名的稱為「頭名緣首」，必需在神壇前擲出十勝一寶的筊杯才獲當選。而在啟醮前兩晚，先會進行「祭英雄」的儀式，拜祭的隊伍摸黑到莆上，在荒野燒衣，為保護厦村而殉難的遊魂野鬼送上新衣，當中男衣130份，而女衣則為5份。醮期有「施化子」活動，以往在祠堂門前派白米和利是，但自2004年起已改為捐贈老人院或慈善機構。
除厦村鄉屬下的鄉村參與醮會外，一些友好村落亦有參加，如甲午醮會的紫田村（屯門鄉）和輞井圍（屏山鄉），兩條村的原居民均姓鄧，是厦村鄧族的分支。而以前屯門鄉的順風圍亦是醮會成員之一。

#### 甲午（2014年）

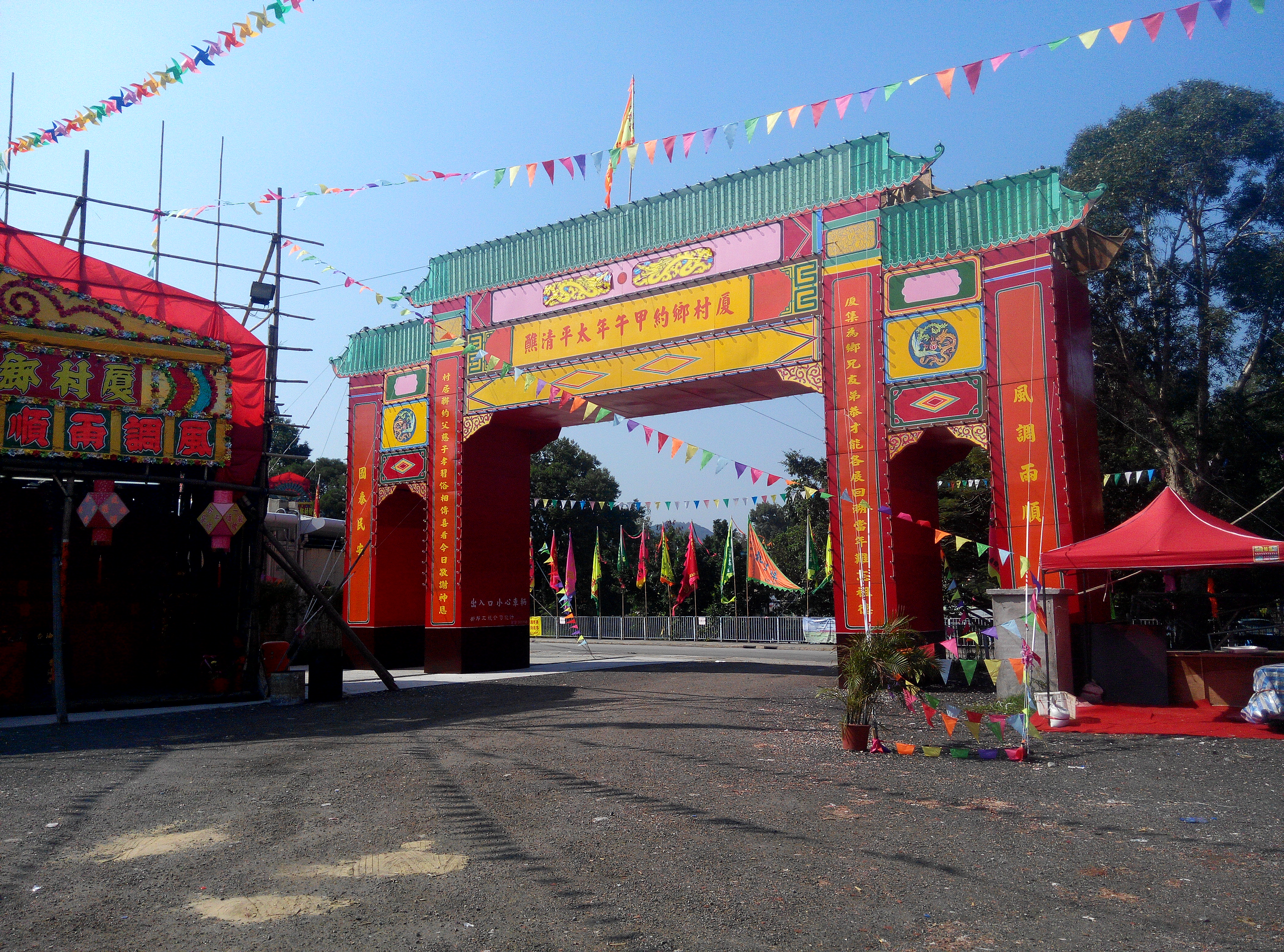
厦村鄉約甲午太平清醮門樓

厦村鄉於2014年舉行十年一度的「太平清醮及酬神活動」，打醮日期邀請「蔡步真堂」負責編寫「吉課」（擇日），本屆醮期由10月26日至11月1日（農曆閏九月初三至初九），整個活動期長達半年，參與的人手多達八千人，主辦單位在錫降村公廁、厦村鄉鄉委會新會址的附近空地搭建一個高13.6米、面積達3,200平方米的大戲棚，共動用逾2萬條竹枝及數百條木杉，可容納約六千人。因建築費用增加，整個活動需花費港幣700萬至800萬元，較十年前的港幣500萬元為多。醮會於十月舉辦木偶戲、紙紮公仔展覽及舞獅等活動，並舉行建醮儀式。十二月邀得蓋鳴暉等著名大老倌演出11台粵劇，供市民免費入場觀賞，平均每日吸引逾千人到訪參與。
厦村醮會｢頭名緣首｣按傳統必需在天后娘娘神壇前擲出十勝一寶的筊杯才獲當選，傳聞1964年那屆便用了三日三夜才決出人選。但本屆於11時進行法事後開始「打緣首」，未知是否醮委會為節省時間，臨時更改為七勝一寶便可當選，結果在下午5時35分選出「頭名緣首」，而第二至十名緣首亦於6時至6時45分陸續選出，因而惹來非議。
甲辰（2024年）

### 天后誕
沙江天后古廟為厦村鄉各圍村的信仰中心，由厦村友恭堂管理，位於流浮山沙江，地瀕后海灣，每年農曆三月二十三日天后寶誕皆舉辦廟會及搶花炮活動。

### 鄧族祭祖

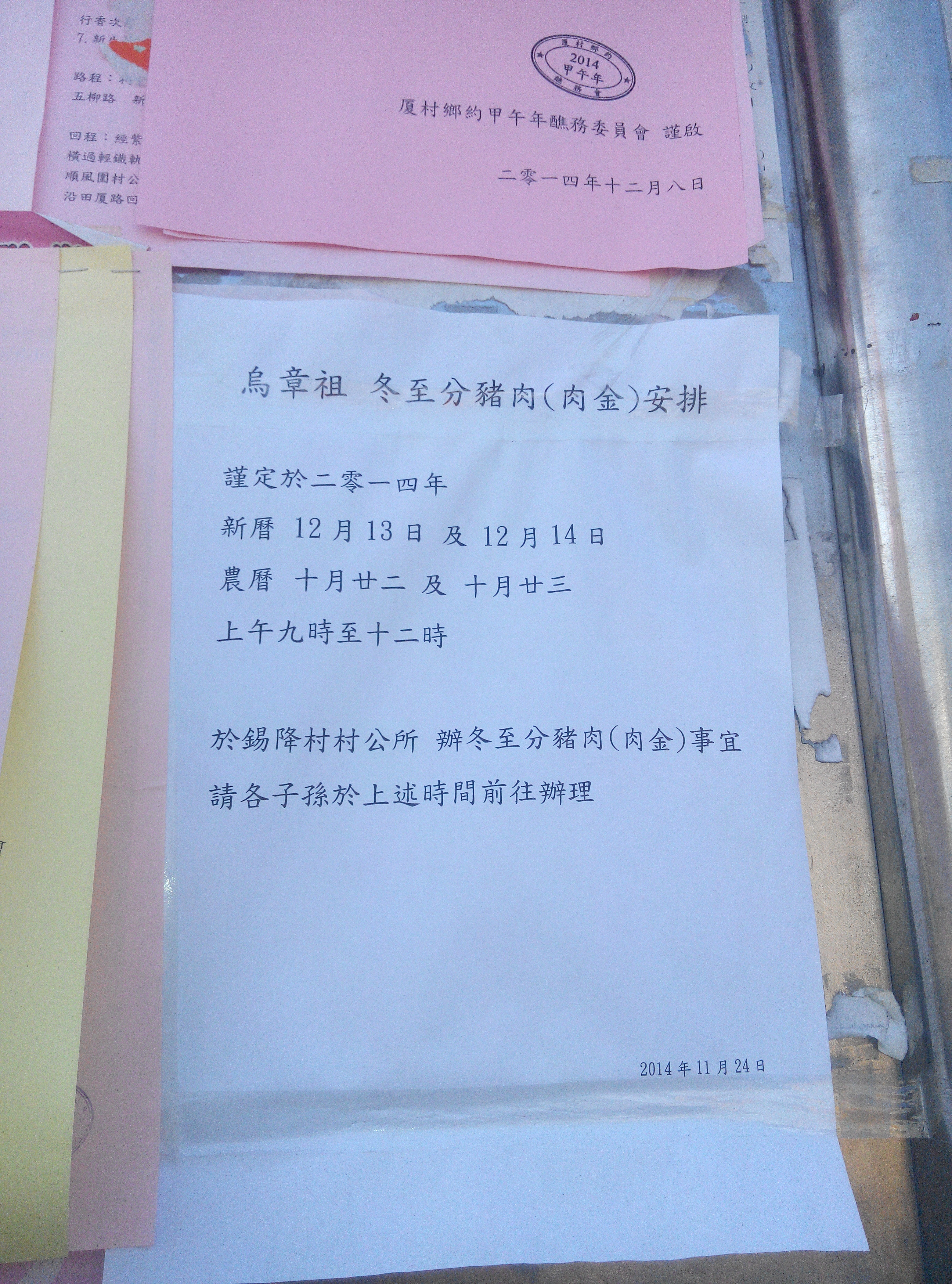
錫降村烏章祖冬至肉金安排

鄧氏村民對祭祖有重要意義，這項傳統活動讓子孫認識家族的歷史，以及紀念祖先慎終追遠，更讓鄧氏子孫聚首一堂，互相認識，增進宗族團結，展示兄友弟恭的宗族精神。
鄧氏會定期舉行祭祖活動，於不同的特定的日子拜祭不同世系的祖先，祭祖之期以立春、清明、重陽、秋分及冬至較為重要，尤以春秋二祭最為重要。拜祭規格非常講究，只有年滿60歲的男丁才有資格隨團拜祭，儀式由年紀最大的男丁即族長率領，再按家族輩分按先後次序拜祭。祭品方面，除了燒豬燒肉雞外，還有五生五熟、五色果、五色餅和茶飯酒等，最特別的是「五生」，即五碟生豬肉和內臟，包括豬肉、豬肝、豬腎和豬大腸、豬肝和豬小腸及豬脷，利用生豬祭祖是厦村的傳統。
儀式完畢後便進行「分胙」 （即所謂「太公分豬肉」），每位男丁按輩份，分先後次序拿取燒豬享用，同時亦可獲得一份「錢」，平均每次約百多元，回饋他們早年為宗族的貢獻，金額會隨年齡而增加，祭祖的支出由「祖嘗」支付。
友恭堂歷代嘗產蠔田禾田富庶，於后海灣擁有兩幅合共萬畝的蠔田，歷年積蓄由該堂司理人保管，支付春秋二祭（祭祠、祭祖）和清明重陽掃墓的費用。

## 著名景點

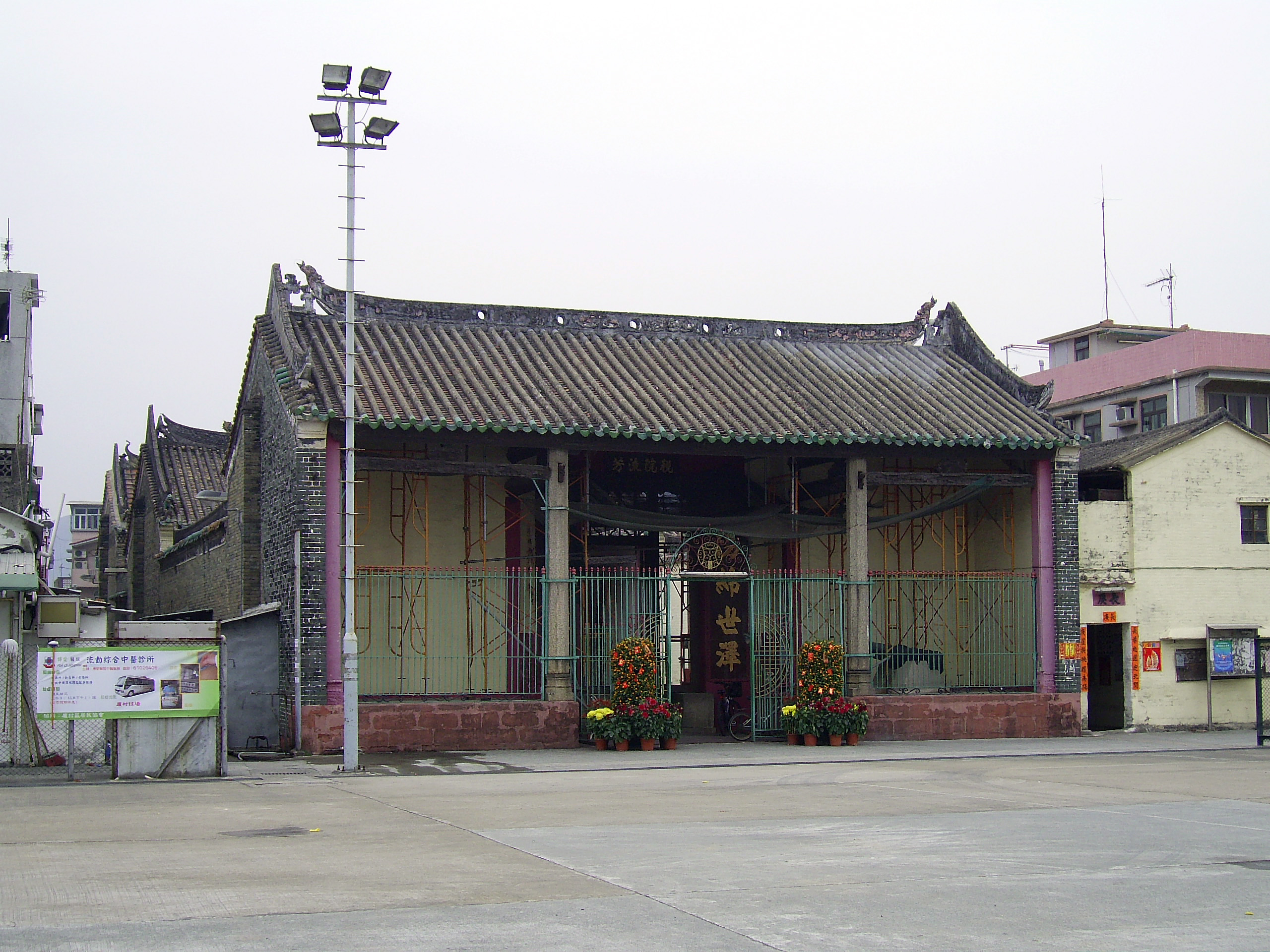
位於厦村市的鄧氏宗祠

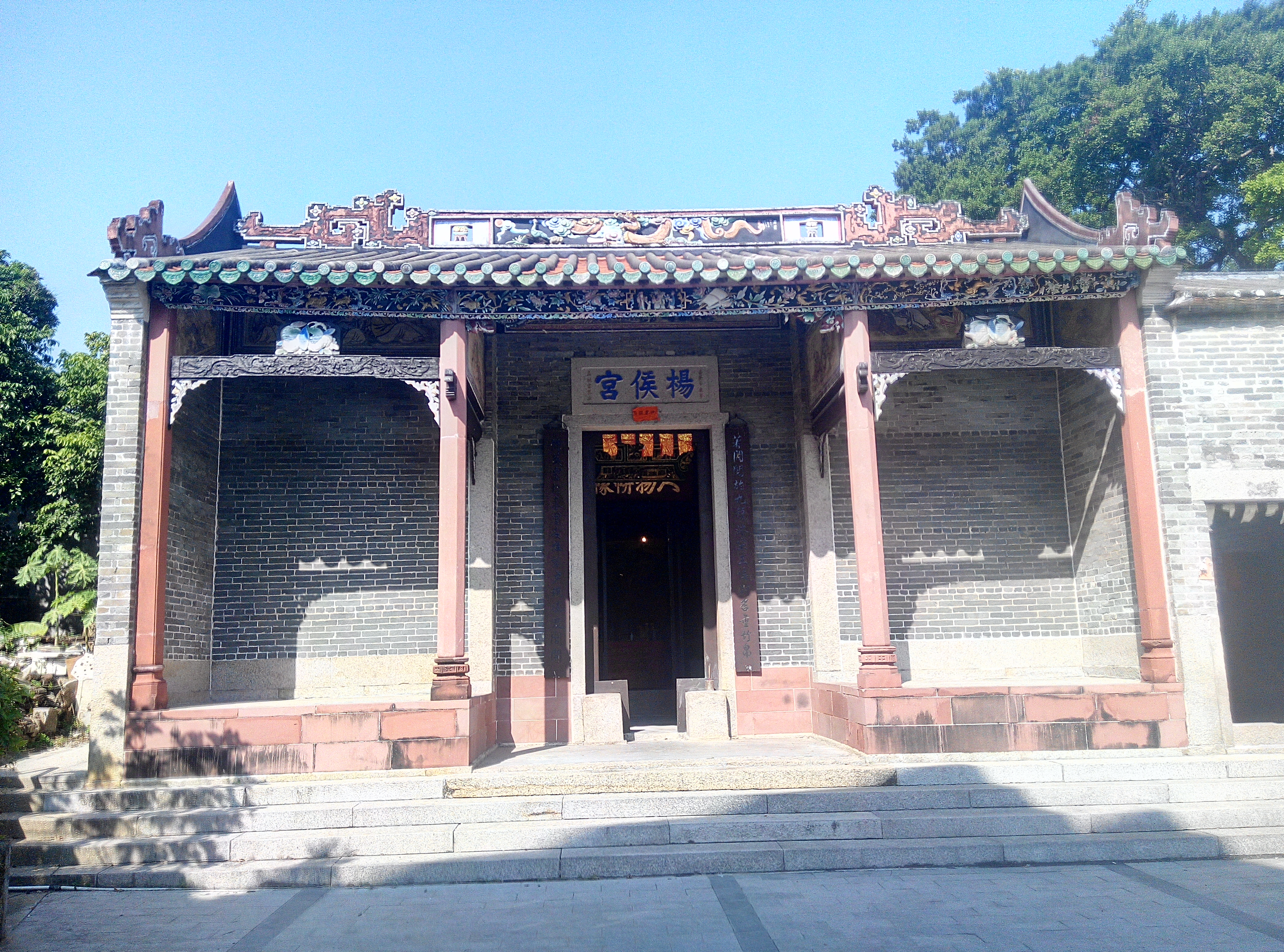
位於東頭村的楊侯宫

### 法定古蹟
- 廈村鄧氏宗祠建築群
- 廈村楊侯宮
- 下白泥碉堡

### 歷史建築
二級
- 厦村市門樓
- 厦村市關帝廟

三級
- 沙江村天后古廟
- 靈渡寺
- 士宏書室
- 田心村神廳
- 前流浮山警署

### 其他
- 友善書室

## 區議會議席分佈
為方便比較，以下列表以廈村路沿線地區為範圍。然而由於人口穩定，在1991年區議會選舉定為廈村單議席選區後，一直維持至今。
| 範圍／年度 | 2000-2003 | 2004-2007 | 2008-2011 | 2012-2015 | 2016-2019 | 2020-2023 |
| ---------- | --------- | --------- | --------- | --------- | --------- | --------- |
| 廈村路一帶 | 厦村選區  | 厦村選區  | 厦村選區  | 厦村選區  | 厦村選區  | 厦村選區  |

註：以上主要範圍尚有其他細微調整（包括編號），請參閱有關區議會選舉選區分界地圖。